# Sōhei
Ne pas confondre avec le peintre japonais Sōhei.

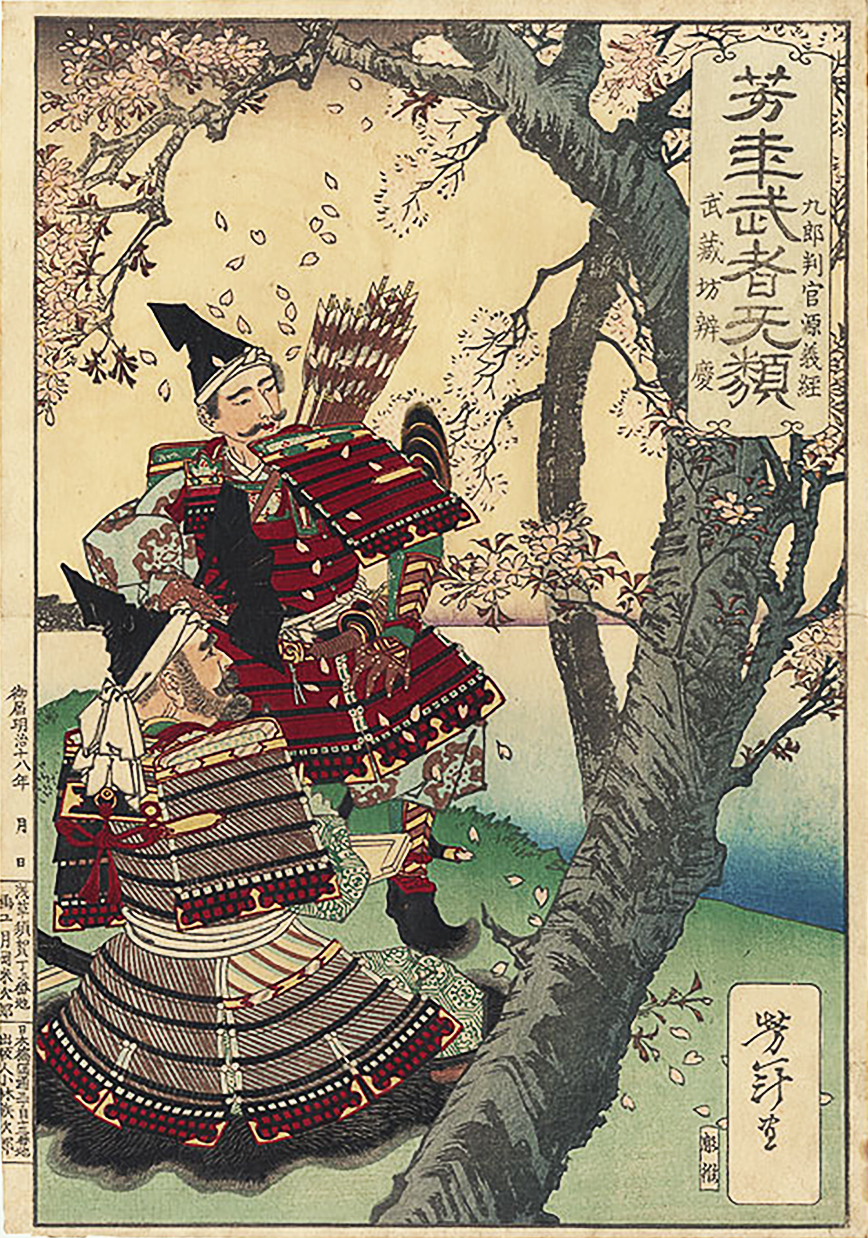
Le sōhei Benkei et Minamoto no Yoshitsune.

Les Sōhei (僧兵, littéralement « moines-soldats ») étaient une classe de moines-guerriers bouddhistes du Japon médiéval. À certaines époques de l'Histoire, ils avaient un pouvoir considérable qui obligeait les daimyō à collaborer avec eux, ou occuper la capitale lorsque l'empereur prenait des décisions qui leur déplaisaient.

## Fonctionnement
L’appellation sōhei ne date que de la période d’Edo. Auparavant, ils étaient appelés hōshi-musha (法師武者) « guerrier-moines », ou akusō (悪僧) « moines féroces ». Les sōhei étaient généralement organisés en larges groupes ou armées au sein de leurs monastères. Le plus célèbre de ces monastères est l'Enryaku-ji, sur le mont Hiei, qui surplombe Kyōto. Les sōhei de l’Enryaku-ji étaient d’ailleurs appelés les yama-hōshi, ou yama-bōshi (山法師)  « les moines du Mont ». Selon un poème du moine Jien : « bien que nombreuses soient les montagnes, lorsque l’on parle du Mont, il s’agit du mont sacré Hiei ». Cette appellation a suscité une grande confusion auprès des auteurs occidentaux qui ont très souvent confondu les yama-bōshi avec les yamabushi (山伏). Ce dernier terme, qui signifie « ceux qui couchent dans la montagne » - et aucunement « guerrier de la montagne » -, désigne en fait des ascètes itinérants qui vivent dans les montagnes. 
Les sōhei du temple Mii-dera, au pied du mont Hiei étaient appelés les tera-hōshi (寺法師), et ceux des temples Tōdai-ji et Kōfuku-ji de Nara : les nara-hōshi (奈良法師).
Les sanctuaires shintō avaient aussi leurs factions de prêtres-guerriers, qui étaient appelés jinin ou jinnin (神人).
Les sōhei partageaient de nombreuses similarités avec les frères lais européens, membres d'ordres monastiques qui pouvaient ne pas avoir été ordonnés. Tout comme les moines-chevaliers allemands de l'Ordre Teutonique, ou d'autres ordres religieux tels que ceux impliqués dans les Croisades, les sōhei n'étaient pas des guerriers individuels, ni même des membres de temples isolés, mais des guerriers appartenant à des grandes confréries étendues. N'importe quel « temple principal » de n'importe quel ordre monastique sōhei pouvait avoir plusieurs, si ce n'est des dizaines ou une centaine, de plus petits monastères, lieux d'entraînement et temples subordonnés.

## Histoire

### Fondation et rivalités
Les moines-guerriers apparurent pour la première fois de façon significative au Japon au milieu du Xe siècle, lorsque d'amères rivalités politiques commencèrent entre différents temples, différentes sectes bouddhiques, au sujet des nominations impériales des principaux temples (par exemple au titre de zasu (abbé)). La plupart des combats des quatre siècles suivants découla de ce type de rivalités et fut centrée autour des temples de Kyōto et Nara, principalement les temples Tōdai-ji, Kōfuku-ji, Enryaku-ji, et Mii-dera, les quatre plus grands du pays. 
Le premier conflit armé éclata en 949, quand 56 moines du Tōdai-ji allèrent protester à la résidence d'un officiel de Kyōto contre une nomination qui leur déplaisait. Les protestations de ce type continuèrent tout au long du Xe siècle, se terminant souvent en bagarres au cours desquelles quelques participants pouvaient être tués. En 970, à la suite d'une dispute entre l'Enryaku-ji et le Yasaka-jinja de Kyōto, les premiers constituèrent la première armée de moines-guerriers. On ne sait pas clairement si cette armée était formée de moines de l'Enryaku-ji ou de mercenaires, dans la mesure où Ryōgen, l'abbé qui mit en place ce système, établit également un code de conduite monastique interdisant aux moines de quitter le mont Hiei durant leurs douze années de formation, de se couvrir le visage, et de porter des armes. 
Toujours est-il qu'il y eut, à partir de 981, un certain nombre de batailles armées entre l'Enryaku-ji et le Mii-dera, tous deux temples principaux d'une sous-secte du Bouddhisme Tendai. Ces batailles étaient, comme auparavant, motivées par des nominations politiques et des questions d'étiquette. Dans de nombreux cas, il y eut des membres de l'une ou l'autre faction nommés pour être l'abbé d'un temple appartenant à l'autre faction, entraînant une protestation des moines. Cela continua par intermittence, avec une interruption de quarante ans, tout au long du XIe siècle et jusqu'au cours du XIIe siècle. Les armées s'agrandirent, et la violence augmenta, jusqu'en 1121 et 1141 où le Mii-dera fut brûlé par des moines de l'Enryaku-ji. D'autres temples furent également impliqués dans le conflit, et l'Enryaku-ji et le Mii-dera s'unirent une première fois contre le Kōfuku-ji, et une seconde fois contre le Kiyomizu-dera.

### La guerre de Gempei
À la fin du XIIe siècle, le Japon était plongé dans la guerre civile et, bien que les conflits entre les temples ne prirent pas fin pour autant, ils furent submergés par des événements plus importants. Les clans rivaux Minamoto et Taira tentèrent tous deux d'obtenir le soutien des moines-guerriers de Nara et Kyōto, afin d'ajouter les forces des temples aux déjà très importantes armées de samouraïs de leurs clans.
Taira no Kiyomori fit parvenir de généreux dons de soie et de riz à l'Enryaku-ji pour s'assurer qu'ils n'aideraient pas leurs ennemis Minamoto, qui s'étaient eux-mêmes alliés aux moines du Mii-dera. En 1180, dans l'une des plus célèbres batailles impliquant des sōhei, les moines du Mii-dera, aux côtés d'un groupe de samouraïs Minamoto, tentèrent de défendre le pont sur la rivière Uji, et le Byōdō-in derrière lui, de l'attaque d'une force Taira. Durant cette bataille, connue sous le nom de première bataille d'Uji, les moines retirèrent les planches du pont, pour empêcher les samouraïs à cheval de le traverser. Ils tinrent le terrain avec des arcs, des naginata, des sabres et des dagues, mais finirent par être vaincus. Cependant, malgré leur défaite, et pour se venger du simple fait qu'ils lui aient résisté, Taira no Kiyomori prit sa revanche contre les moines. Le Mii-dera fut une nouvelle fois réduit en cendres, puis Kiyomori envoya ses fils mener le siège de Nara pour faire subir le même sort à la plupart des temples de l'ancienne capitale. Seul l'Enryaku-ji fut épargné.
Trois ans plus tard, quand Minamoto no Yoshinaka trahit son clan lors du siège du Hōjūjiden et kidnappa l'empereur retiré Go-Shirakawa, il dut faire face à l'opposition de nombreux moines de Kyōto, y compris ceux du mont Hiei.

### XIIIe–XIVesiècles: montée en puissance du Zen
Après la guerre de Gempei, la grande majorité des monastères tourna son attention vers sa reconstruction, d'abord physique, puis politique. Leur influence politique progressa principalement via des moyens pacifiques, et les sōhei jouèrent des rôles très mineurs dans les guerres du XIIIe et XIVe siècles. De violentes batailles entre temples se produisirent encore à l'occasion, encore et toujours au sujet de nominations politiques et spirituelles ou de problèmes liés. Durant les guerres de la période Nanboku-chō, le mont Hiei offrit un abri à l'empereur rebelle Go-Daigo. Ce dernier, avec son fils et les sōhei du mont Hiei, tenta une brève rébellion contre le shogunat de Kamakura. Le Shogunat Ashikaga prit le pouvoir peu après, mettant fin à la restauration Kemmu. Les Ashikaga soutenaient le Zen contre les autres sectes bouddhiques, ce qui provoqua la colère des moines-guerriers. Au cours des années 1340 à 1360, de nombreux conflits survinrent entre les temples des sectes Tendai et ceux du Zen, particulièrement le Nanzen-ji.

### La période Sengoku et la montée en puissance desikkō-ikki

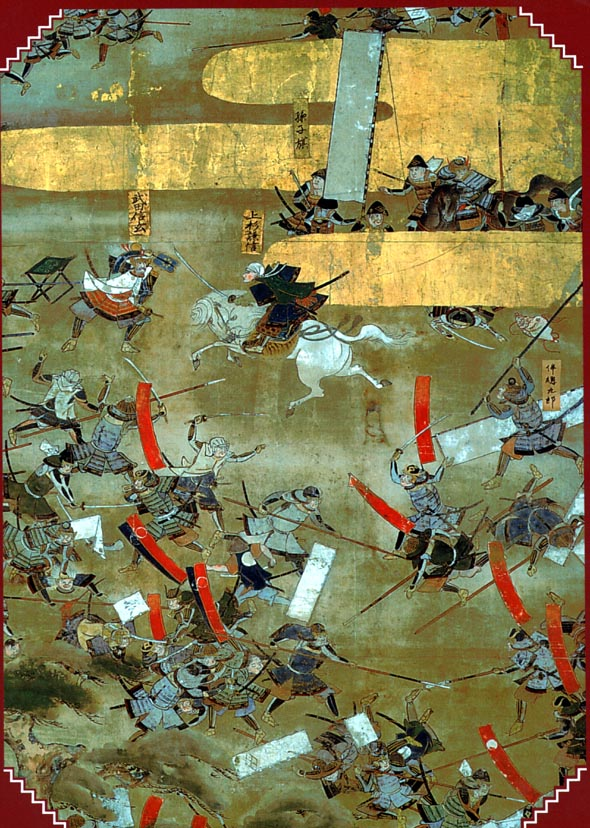
Une bataille de la période Sengoku.

La Guerre d'Ōnin, commençant en 1467, fut le prélude à un siècle de guerre civile au Japon, et le stimulus pour la réorganisation des moines-guerriers. Contrairement à la guerre de Jōkyū et aux invasions mongoles du XIIIe siècle, la guerre d'Ōnin eut Kyōto pour théâtre principal, et les sōhei ne purent rester neutres. De plus, une nouvelle sorte de moines-guerriers se formait dans le pays. Alors que les moines du mont Hiei souscrivaient à l'enseignement de la secte Tendai, ces nouveaux groupes, se donnant le nom d'ikkō-ikki, suivaient les règles du Jōdo shinshū. Ils se constituaient principalement de coalitions de prêtres fondamentalistes, de fermiers, et de familles, qui voulaient se battre pour leurs croyances. En 1488, leur chef Rennyo, mena une révolte contre l'autorité des samouraïs, et les Ikkō-ikki prirent le contrôle de la province de Kaga. À partir de cet endroit, ils se répandirent, s'établissant dans Nagashima, dans le temple d'Ishiyama Hongan-ji, et dans la province de Mikawa. Leur puissance croissante finit par attirer l'attention de grands seigneurs Nobunaga Oda et Ieyasu Tokugawa, qui reconnurent leur opposition aux lois des samouraïs, leur détermination, leur force et leur nombre. Ieyasu attaqua les moines de Mikawa en 1564 à la bataille d'Azukizaka sans parvenir à les vaincre, mais revint un peu plus tard avec un contingent de moines-guerriers de sa propre secte, Jōdo-shū, et, après les avoir vaincu, il réduisit tous leurs temples en cendres.
Lorsque Nobunaga prit le pouvoir à la fin des années 1560, les moines de l'Enryaku-ji connurent un renouveau de leur puissance militaire, et livrèrent de nombreuses escarmourches dans les rues de Kyōto, contre une nouvelle secte rivale, le Nichiren. Ils parvinrent finalement à détruire tous les temples Nichiren, avant de chercher des alliés parmi les daimyō. Malheureusement pour eux, les clans Asai et Asakura avec lesquels ils firent alliance étaient des ennemis de Nobunaga. À partir du 29 septembre 1571, une armée Oda de 30 000 hommes attaqua le mont Hiei, détruisant l'Enryaku-ji. Bien qu'il ait été reconstruit par la suite, il ne put jamais reconstituer son armée de moines-guerriers. 
Nobunaga alla ensuite attaquer les membres de l'ikkō-ikki (一向一揆, Ligue de l'idée unique) dans leurs forteresses de Nagashima et de l'Ishiyama Hongan-ji (voir sièges de Nagashima et siège d'Ishiyama Hongan-ji). Durant l'été 1574, avec l'aide de l'ancien pirate Kuki Yoshitaka, Nobunaga a essentiellement maintenu un blocus sur les forteresses des moines et les a laissé mourir de faim pour obtenir leur soumission. Leurs 20 000 habitants furent brûlés avec leurs maisons. Deux ans plus tard, Nobunaga revint à l'Ishiyama Hongan-ji, qu'il n'avait pas réussi à prendre la fois précédente. Aux deux batailles de Kizugawaguchi, Nobunaga vainquit ses ennemis, le clan Mōri, qui avait le contrôle naval de la région. Les moines furent finalement forcés de se rendre en 1580.
Durant les années 1580 et 1590, diverses factions de moines-guerriers se rangèrent aux côtés d'Ieyasu Tokugawa ou de son rival Hideyoshi Toyotomi, combattant dans de nombreuses batailles et escarmouches. Quand Ieyasu finit par détruire ses derniers ennemis et prit le contrôle du pays en 1603, le temps des sōhei toucha à sa fin.

## Équipement
Les sōhei utilisaient un armement très varié. Si le naginata est l'arme qui leur est le plus souvent associée, de nombreux moines-guerriers renommés sont connus pour avoir manié avec brio toutes les armes depuis l'arc jusqu'au tantō et au wakizashi. Beaucoup combattaient à cheval et portaient des armures de samouraï.
Les moines-guerriers, comme la plupart des autres moines bouddhistes des mêmes sectes, portaient un empilement de robes ressemblant à des kimonos, normalement une blanche en dessous, et une beige ou jaune safran dessus (ce style a peu changé depuis l'introduction du bouddhisme au Japon au VIIe siècle). Les chaussures se constituaient traditionnellement de chaussettes tabi et de geta, ou de waraji (sandales de paille). Les moines-guerriers portaient souvent un foulard blanc plié et attaché pour couvrir au mieux leur tête, ou lui substituaient un bandeau (hachimaki). Enfin, beaucoup portaient divers types d'armures de samouraï (armure Tatami).
La ceinture, ou obi, du kimono, était souvent complétée par une autre plus résistante, afin de pouvoir y suspendre un sabre. Le type de sabre le plus répandu était sans doute le tachi, bien que beaucoup aient aussi pu porter un tantō. Bon nombre de moines étaient des archers accomplis, et utilisaient des arcs de bambou et rotin appelés daikyū, avec des flèches de bambou.
L'arme la plus traditionnelle des moines, cependant, était le naginata, arme ressemblant aux hallebardes européennes.
Les sōhei étaient également entraînés à manier le kanabō, grand bâton ou massue en acier. Bien que mortelle, cette arme était généralement utilisée pour vaincre un adversaire sans répandre le sang. 
Les moines de l'ikkō-ikki du XVIe siècle, de par leurs origines paysannes, avaient un équipement bien plus varié, allant de la simple tenue de paysan ou de moine à des armes, armures et casques de types très divers. Le naginata restait très commun chez eux, aux côtés d'une grande variété de sabres et de dagues, et d'un nombre limité d'arquebuses.
Finalement, bien que ne répondant pas vraiment aux notions d'arme ou d'armure, l'objet le plus commun porté par les bandes de l'ikkō-ikki était une bannière (nobori) arborant un mantra bouddhiste. L'un des mantra les plus communs était le chant Namu Amida Butsu (南無阿弥陀仏) au centre de la pratique (nenbutsu) des bouddhismes de la terre pure dont le Jōdo-Shinshū.